# Panjwaye
Panjwaye (wordt ook gespeld als Panjwai, Panjwaii, Panjway of Panjwayi) is een district in de Afghaanse provincie Kandahār. Het ligt ongeveer 35 kilometer ten westen van de stad Kandahār een voormalig bolwerk van Talibanstrijders.
In september 2006 was dit het toneel van de ISAF-operatie Medusa. De NAVO zegt er meer dan 500 Talibanstrijders te hebben gedood.